# Kusowo, Zachodniopomorskie
Kusowo [kuˈsɔvɔ] là một ngôi làng thuộc khu hành chính của Gmina Szczecinek, thuộc huyện Szczecinecki, Zachodniopomorskie, ở phía tây bắc Ba Lan. Nó nằm khoảng 13 kilômét (8 mi) phía tây bắc của Szczecinek và 137 km (85 mi) về phía đông của thủ đô khu vực Szczecin.

## Lịch sử
Vào thời điểm thành lập Đế chế Đức năm 1871, Vương quốc Phổ là phần lớn nhất và thống trị của đế chế. Pomerania đã bị vương quốc chiếm giữ, cùng với một vài nơi khác, và sau đó sẽ được gọi ở Đức "Ostrosse des deutschen Reiches" (lãnh thổ phía đông của Đế quốc Đức).
Pomerelia (nay là Pomeranian Voivodeship) đã được bàn giao cho Ba Lan sau cuộc nổi dậy Greater Ba Lan. Tuy nhiên, nó đã bị Đức Quốc xã sáp nhập trong Thế chiến thứ hai. Sau chiến tranh, người ta đã quyết định trong Thỏa thuận Potsdam rằng Voivodeship Pomeranian sẽ được trả lại cho Ba Lan.